# Barbas
Barbas é uma comuna francesa na região administrativa de Grande Leste, no departamento de Meurthe-et-Moselle. Estende-se por uma área de 7,33 km². Em 2010 a comuna tinha 195 habitantes (densidade: 26,6 hab./km²).